# Jorge Bornhausen
Jorge Konder Bornhausen GCIH (Rio de Janeiro, 1 de outubro de 1937) é um advogado, empresário e político brasileiro. 

## Formação
Filho de Irineu Bornhausen e  Maria Konder Bornhausen. Bacharel em direito pela Pontifícia Universidade Católica do Rio de Janeiro em 1960 com especializações pela Universidade de Paris e pela Fundação Getúlio Vargas, estabeleceu-se como advogado em Blumenau e logo ingressou na UDN a exemplo de outros membros da família que, apeada do poder após a Revolução de 1930, fez oposição a Getúlio Vargas. Posteriormente dirigiu empresas de seguro, trabalhou nas Indústrias Gropp e foi chefe do departamento jurídico do Banco Indústria e Comércio de Santa Catarina.

## Política
Mediante a outorga do Ato Institucional Número Dois o vice-governador de Santa Catarina, Francisco Dall'Igna, teve o seu mandato cassado em 19 de julho de 1966 e o cargo ficou vago até 9 de março de 1967 quando a Assembleia Legislativa escolheu Jorge Bornhausen para ocupar o posto quando já estava filiado à ARENA, partido que sustentava o Regime Militar de 1964. Sua eleição com idade abaixo da exigida para o cargo foi possível mediante a ação do governador Ivo Silveira que engendrou a aprovação de uma emenda alterando para menos de 30 anos a idade mínima para o posto. Findo o mandato, foi eleito para o diretório regional do partido governista.
Nomeado presidente do Banco do Estado de Santa Catarina em 1975 por seu primo, o então governador Antônio Carlos Konder Reis, deixou o cargo para ser indicado governador biônico pelo presidente Ernesto Geisel em 1978. Em sua gestão ocorreu a manifestação popular conhecida como Novembrada, em Florianópolis quando da visita do general-presidente João Figueiredo a Santa Catarina em 30 de novembro de 1979, o que levou à prisão um grupo de sete estudantes com base na Lei de Segurança Nacional. Jorge Bornhausen renunciou ao cargo em favor do vice-governador Henrique Córdova para concorrer ao pleito de 1982 quando foi eleito senador pelo PDS.

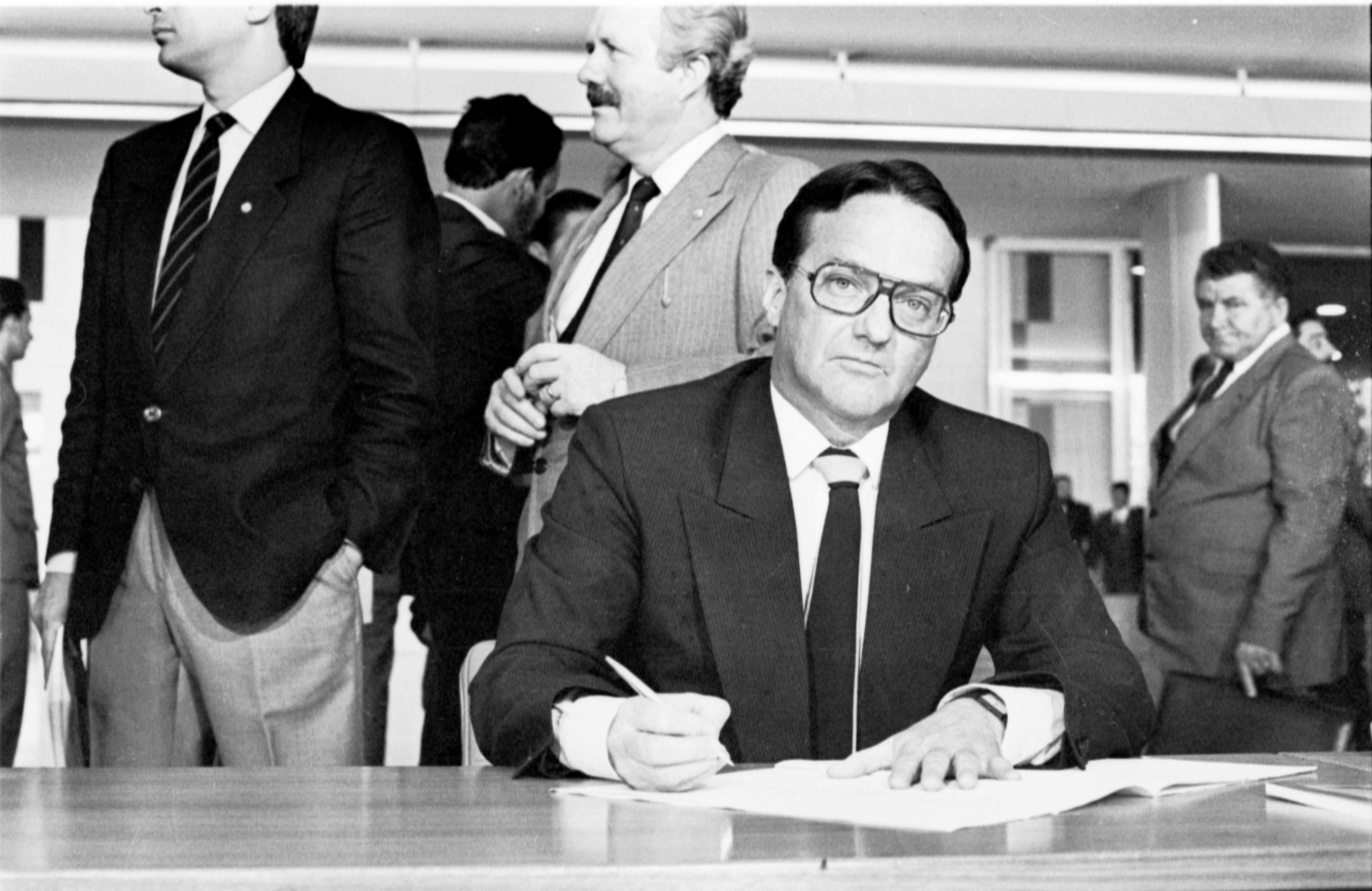
Senador Bornhausen assinando a promulgação da Constituição Federal de 1988.

Em 1984 a campanha das Diretas Já, embora malograda, expôs as articulações urdidas por ocasião da sucessão presidencial e nesse ínterim o PDS viu surgirem diferentes postulantes à cadeira de João Figueiredo até que, em 11 de agosto, o deputado Paulo Maluf obteve a indicação do partido ao derrotar o Ministro do Interior, Mário Andreazza. Como resultado, os "andreazzistas" engrossaram as fileiras da Frente Liberal em apoio a Tancredo Neves que recebeu José Sarney como candidato a vice-presidente. Após esse fato, Bornhausen assumiu a presidência do PDS após curto espaço de tempo e logo acompanharia Sarney, seu antecessor no cargo.
Eleitor de Tancredo Neves no Colégio Eleitoral em 15 de janeiro de 1985, Jorge Bornhausen migrou para o PFL e foi eleito presidente nacional da legenda, posto do qual abdicou em favor de Guilherme Palmeira ao ser nomeado Ministro da Educação do Governo Sarney, que assumira a presidência ante a doença e morte de Tancredo Neves. Em sua gestão o prédio da União Nacional dos Estudantes foi devolvido à entidade após 23 anos.
A 26 de Novembro de 1987 foi agraciado com a Grã-Cruz da Ordem do Infante D. Henrique de Portugal.
Nas eleições presidenciais de 1989 apoiou o candidato Fernando Collor, de quem foi uma espécie de ministro-chefe da Casa Civil, sendo que antes absteve-se de disputar a reeleição em 1990.
Derrotado ainda em primeiro turno ao concorrer ao governo de Santa Catarina em 1994, foi embaixador do Brasil em Portugal durante o primeiro mandato de Fernando Henrique Cardoso, retornando ao país por ocasião das eleições de 1998 quando conquistou seu segundo mandato de senador.
Foi membro da oposição aos governos de Luiz Inácio Lula da Silva e Dilma Rousseff, após anos de serviços prestados ao Democratas, sucessor do PFL. Em 2010, ele optou por deixar a vida partidária, se desfiliando do DEM e auxiliando informalmente a criação do PSD, Partido Social Democrático, de Gilberto Kassab.
Pai do também político Paulo Bornhausen e de Rafael Bornhausen, Fernanda Bornhausen e Irineu Bornhausen Neto, os quais optaram por não exercer a política.